# Honeybus

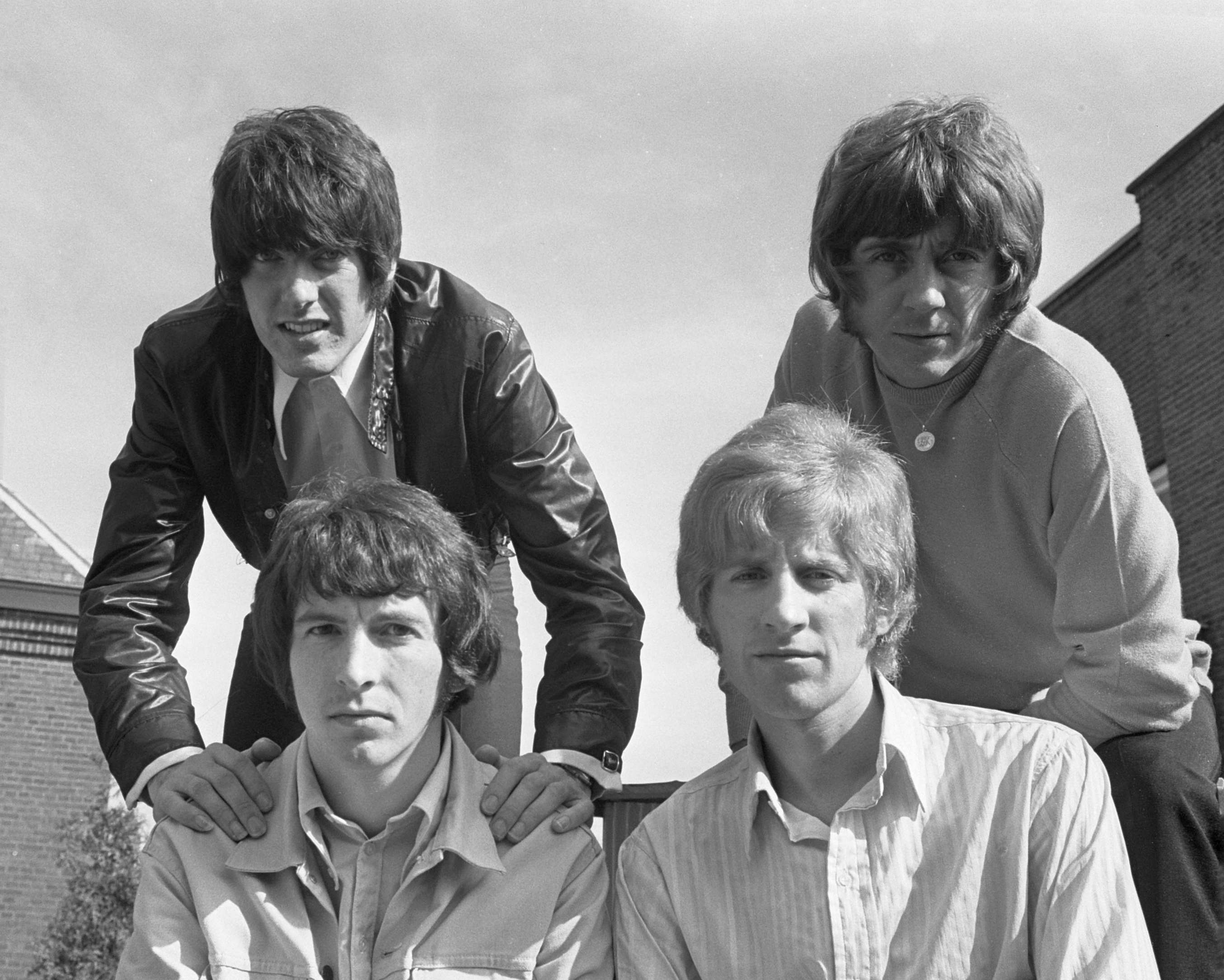
Honeybus.

Honeybus var en brittisk popgrupp. Gruppen bildades 1967 i London och fick skivkontrakt strax därefter på Deram Records. Deras mest kända låt blev "I Can't Let Maggie Go" som blev en hit i Storbritannien och några andra länder 1968. Låten skrevs av gruppens sångare och gitarrist Pete Dello. Förutom Dello bestod gruppen av Ray Cane (bas), Colin Hare (kompgitarr), och Pete Kircher (trummor). 
Gruppen gav flera singlar fram till 1973, och 1970 utkom även studioalbumet Story, men de kom aldrig att få någon mer framgång än "I Can't Let Maggie Go". Efter att ha spelat in ett album för bolaget Warner Bros. 1972 som inte kom att ges ut vid tiden upplöstes gruppen 1973. Kircher var på 1980-talet trummis i Status Quo.

## Listplaceringar, I Can't Let Maggie Go
| Lista (1968)   | Position             |
| -------------- | -------------------- |
| Danmark        | 13 (DR "Topp 20")    |
| Irland         | 11                   |
| Nederländerna  | 5                    |
| Nya Zeeland    | 13 (NZ Listner)      |
| Storbritannien | 8 (UK Singles Chart) |
| Sverige        | 19 (Kvällstoppen)    |